# Graptacme africana
Graptacme africana är en blötdjursart som först beskrevs av Sowerby 1903.  Graptacme africana ingår i släktet Graptacme och familjen Dentaliidae. Inga underarter finns listade i Catalogue of Life.